# قشلاق کنه‌لو
قشلاق کنه‌لو یکی از روستاهای استان آذربایجان شرقی است که در دهستان ورگهان بخش مرکزی شهرستان اهر واقع شده‌است.این روستا ۳۰ نفر جمعیت دارد.